# Electrodo estándar de hidrógeno

Electrodo estándar de hidrógeno. 1.- Conexión eléctrica al milivoltímetro. 2.- Electrodo de platino. 3.- Gas hidrógeno burbujeante a 1 atm. 4.- Membrana porosa para contacto con la semicelda de medida. 5.- Disolución de HCl

Un electrodo estándar de hidrógeno también llamado electrodo normal de hidrógeno es un electrodo redox que forma la base de la tabla estándar de potenciales de electrodos. Su potencial absoluto se estima en 4.40 ± 0.02 V a 25 °C, pero para realizar una base de comparación con cualquier otra reacción electrolítica, el potencial electrolítico del hidrógeno {\displaystyle E^{0}} se fija como 0 en todas las temperaturas.
Los potenciales de cualquier otro electrodo se compara con el estándar a la misma temperatura.
El electrodo de hidrógeno se basa en la semicelda redox: 
{\displaystyle 2{H^{+}}_{(aq)}+2e^{-}\rightarrow {H_{2}}_{(g)}}
Esta reacción de oxidación-reducción ocurre en un electrodo de platino.
El electrodo es sumergido en una solución ácida y se bombea hidrógeno gasesoso a través de él. La concentración de formas oxidadas y reducidas se mantiene como una unidad. Esto implica que la presión de hidrógeno gaseoso es igual a 1 bar y la concentración de hidrógeno en la solución es 1 mol/L.
La ecuación de Nernst debe desarrollarse así:
{\displaystyle E={RT \over F}\ln {a_{H^{+}} \over (p_{H_{2}}/p^{0})^{1/2}}}
o
{\displaystyle E=-{2.303RT \over F}pH-{RT \over 2F}\ln {p_{H_{2}}/p^{0}}}
donde:
- {\displaystyle a_{H^{+}}} es la actividad de los iones de hidrógeno, aH+=fH+ CH+ /C0
- {\displaystyle p_{H_{2}}} es la presión parcial del hidrógeno gaseoso , en pascales, Pa
- {\displaystyle R} es la constante universal de los gases ideales
- {\displaystyle T} es la temperatura, en Kelvin.
- {\displaystyle F} es la constante de Faraday (carga por mol de electrones), igual a 9.6485309*104 C mol-1
- {\displaystyle p^{0}} es la presión estándar 105 en Pa

## Razones a favor del uso del platino
El uso de platino para el electrodo de hidrógeno se debe a varios factores:
- Material inerte, que no se corroe.
- Capacidad para catalizar la reacción de reducción de protones.
- Alto intercambio intrínseco de densidad para la reducción de protones.
- excelente reproducción del potencial (igual o menor que 10 μV) cuando dos electrodos bien construidos se comparan con otros.[2]

La superficie del platino se platiniza, es decir, se cubre con una capa de negro de platino por lo que se requiere:
- Emplear un electrodo con gran superficie real. Cuanto mayor es la superficie real, mayor es la cinética del electrodo.
- Emplear un material que pueda absorber hidrógeno como interfase. La platinización mejora el rendimiento del electrodo.

Sin embargo, otros metales pueden utilizarse para construir electrodos de utilidad similar, por ejemplo paladio.
| MATERIAL DEL ELECTRODO | Densidad de intercambio normal -log10(A/cm²) |
| ---------------------- | -------------------------------------------- |
| Paladio                | 3.0                                          |
| Platino                | 3.1                                          |
| Rodio                  | 3.6                                          |
| Iridio                 | 3.7                                          |
| Níquel                 | 5.2                                          |
| Oro                    | 5.4                                          |
| Wolframio              | 5.9                                          |
| Niobio                 | 6.8                                          |
| Titanio                | 8.2                                          |
| Cadmio                 | 10.8                                         |
| Manganeso              | 10.9                                         |
| Plomo                  | 12.0                                         |
| Mercurio               | 12.3                                         |

## Interferencia
A causa de la alta actividad de absorción del electrodo platinizado es muy importante proteger la superficie del mismo y la solución contra la presencia de sustancias orgánicas o de oxígeno de la atmósfera. Los iones inorgánicos que pueden reducir a un estado de valencia más baja también deben ser evitados (por ejemplo Fe3+, CrO42-).
Los cationes que pueden reducir un depósito sobre el platino también pueden ser fuente de interferencia: plata, mercurio, cobre, plomo, cadmio y talio. 
Las sustancias que pueden desactivar la catálisis incluyen al arsénico, sulfitos y otros compuestos de azufre, sustancias coloidales, alcaloides, y material biológico en general.

## Construcción

Esquema de un electrodo estándar de hidrógeno:
1. Electrodo de platino platinizado.
2. Bombeo de hidrógeno.
3. Solución ácida con actividad de H+ = 1 mol litro-1
4. Sifón para prevenir la interferencia de oxígeno.
5. Depósito a través del cual puede conectarse el segundo semielemento de la celda galvánica. Esto crea una conexión de conductividad iónica hacia el electrodo de interés.